# Dens invaginatus
Dens invaginatus är ett tillstånd då det finns en öppen kommunikation mellan munhåla och tandpulpan som orsakats av en utvecklingsstörning i tandemaljen. Detta visar sig som en invagination på tanden, främst belägen på överkäkens mindre framtänder och alltid in mot gommen. Det är viktigt att detta behandlas när det upptäcks, eftersom  tanden annars infekteras lätt och tandvärk uppstår. Dens ivaginatus leder ofta till karies och andra tandsjukdomar. Det finns olika typer av detta sjukdomstillstånd och det är viktigt att den behandlande tandläkaren känner till dessa för att denne ska kunna behandla tillståndet på ett korrekt sätt. De tre kategorier som dens ivaginatus kan delas in i avgörs utifrån hur långt ifrån tandkronan som invaginationen sträcker sig.